# Halobisium orientale
Espèce
Synonymes
- Ideobisium orientale Redikorzev, 1918

Halobisium orientale est une espèce de pseudoscorpions de la famille des Neobisiidae.

## Distribution
Cette espèce se rencontre en Russie sur les côtes de Sibérie et au Japon.

## Liste des espèces
Selon Pseudoscorpions of the World (version 3.0) :
- Halobisium orientale japonicum Morikawa, 1958
- Halobisium orientale orientale (Redikorzev, 1918)

## Systématique et taxinomie
Cette espèce a été décrite sous le protonyme Ideobisium orientale par Redikorzev en 1918. Elle est placée dans le genre Halobisium par Chamberlin en 1930.

## Publications originales
- Redikorzev, 1918 : Pseudoscorpions nouveaux. I. Ezhegodnik Zoologicheskago Muzeya, vol. 22, p. 91-101.
- Morikawa, 1958 : Maritime Pseudo-scorpions from Japan. Memoirs of Ehime University, vol. 3, no 2, p. 5-11.